# I am/Muah Muah
「I am/Muah Muah」(アイ・アム/ムア・ムア)は、Hey! Say! JUMPの楽曲。26作目の両A面シングルとして、2020年2月26日にジェイ・ストームから発売。

## 概要
- 前作「ファンファーレ!」から約6ヶ月ぶりのシングルとなる。

- 両A面シングルをリリースするのは、2015年発売の『Chau＃/我 I Need You』以来約5年ぶりとなる。

- 初回限定盤1・2、通常盤の3種類で発売となり、それぞれジャケット写真ともに異なる。

- 表題曲「I am」はメンバーの中島裕翔が出演しているテレビ東京系ドラマホリック!『僕はどこから』の主題歌である[1]。

- また、表題曲「Muah Muah」はメンバーが出演しているコーセーコスメポート「フォーチュン」のCMソングである。

- 初回限定盤1には、「I am」のビデオ・クリップ+メイキングに加え、今作の為に撮りおろした特別映像「JUMPのお部屋から」を収録。

- 初回限定盤2には、「Muah Muah」のビデオ・クリップ+メイキングに加え、コンサートツアー『Hey! Say! JUMP LIVE TOUR 2019-2020 PARADE 』の東京ドーム公演にて披露された「Muah Muah」パフォーマンスの模様を収録したDVDが収録されている。

- 通常盤には宮川大聖(みやかわくん)が作詞・作曲した「クランメリア」と「ときめきは嘘じゃない」のカップリング2曲、オリジナル・カラオケ4曲を収録。

## 予約先着特典

### 通常盤
1. 〝オリジナル「アイアムムアムア」缶バッジ〝

## 封入特典

### 初回限定盤1・2
1. 16P歌詞ブックレット

### 通常盤
1. 4面8P歌詞ブックレット

## 収録曲

### CD

#### 通常盤・初回限定盤1
※「クランメリア」以降、通常盤のみ収録。
1. I am [4:00]
作詞：Meerkat、作曲：Furuse Kai、編曲：2004、遠藤ナオキ
  - 中島裕翔主演 テレビ東京系ドラマホリック!『僕はどこから』主題歌
2. Muah Muah [3:53]
作詞：辻村有記、作曲：辻村有記、伊藤賢、編曲：石塚知生
  - コーセーコスメポート「フォーチュン」CMソング
3. クランメリア [4:18] ※
作詞・作曲：宮川大聖、編曲：Mind United
4. ときめきは嘘じゃない [3:27] ※
作詞・作曲・編曲：熊木幸丸
5. I am (オリジナル・カラオケ)※
6. Muah Muah (オリジナル・カラオケ)※
7. クランメリア (オリジナル・カラオケ)※
8. ときめきは嘘じゃない (オリジナル・カラオケ)※

#### 初回限定盤2
1. Muah Muah
2. I am

### DVD

#### 初回限定盤1
1. 「I am」ビデオ・クリップ+メイキング
2. 特別企画 ～JUMPのお部屋から～

#### 初回限定盤2
1. 「Muah Muah」ビデオ・クリップ+メイキング
2. 「Muah Muah」ライブ映像（LIVE TOUR 2019-2020 PARADE 東京ドーム公演より）